# Operacija Weserübung
Operacija Weserübung (dobesedni prevod: Vaja na Vezeri) je nemško kodno ime za vojaško operacijo, s katero je Tretji rajh napadel in okupiral Dansko in Norveško. Operacija se je pričela 9. aprila 1940 in se končala 10. junija s kapitulacijo Norveške. Namen te operacije je bil omogočiti nemoteno dostavo železove rude nemškemu gospodarstvu, razbiti britansko celinsko blokado z nadzorom plovnih poti okoli Norveške ter zaveznikom preprečiti okupacijo skandinavskih dežel. Glavni cilj nemškega napada je bila predvsem Norveška, Danska je v tej operacij služila le kot odskočna deska  za nadaljnje vojaške operacije proti zavezniškim silam na Norveškem. V tej operaciji se je prvič zgodilo, da je prišlo do bojev med nemškimi in zavezniškimi kopenskimi enotami.

## Vzroki za vojno
Norveška je imela med drugo svetovno vojno izredno pomemben strateški položaj. Poleg tega, da je Nemcem dobavljala izredno pomembno železovo rudo je omogočala tudi odprto pot na Atlantik. Tega so se zavedali tako Nemci kot tudi zavezniki. Eden prvih večjih incidentov, ki je opozarjal da se v Skandinaviji pripravlja vojna je bila britanska operacija proti nemški oskrbovalni ladji Altmark in polaganje min v norveških teritorialnih vodah, stvari pa so se še malo bolj zapletle zaradi zimske vojne na Finskem. S tem dejanjem so želeli Britanci preprečiti morebitne premike nemških bojnih ladij ter transport prepovedanega trgovskega blaga skozi norveške teritorialne vode. Nemci in Norvežani so nad dejanjem britanske admiralitete protestirali vendar to ni bistveno spremenilo položaja, ki je nastal v hudi zimi 1939-1940, ko je bil transport iz Narvika v Nemčijo zaradi zaledenelega Baltskega morja še toliko bolj pomemben. 
Nemci so se zavedali kočljivega položaja zato so se začeli pripravljati na vojno. Sedmega aprila je bila britanska admiraliteta obveščena o nenavadno živahni dejavnosti nemškega vojnega ladjevja, vendar tem obvestilom niso posvečali velike pozornosti saj so bili prepričani da gre za novo lažno vojno. Osmega aprila so tako britanski minopolagalci nemoteno polagali mine pred norveško obalo, istočasno pa je iz nemških pristanišč izplulo nemško invazijsko ladjevje.

## Načrt in priprave za napad
Napad na Dansko je dobil ime Weserübung Süd napad na Norveško pa Weserübung Nord. Načrt naj bi potekal tako: Nemške enote naj bi najprej zavzele Jutland in Fyn nato pa še Sjaelland. Zaradi zavarovanja najpomembnejših točk bi bilo treba kar najhitreje prodreti do Skagena na severu in do vzhodne obale Fyna. Na Sjaellandu je potrebno pravočasno zajeti vsa oporišča, ki bi bila uporabljena za kasnejša osvajanja. Mornarica bi ščitila kopenske enote, zagotovila zvezo Nyborg-Korsor in sodelovala pri zavzetju mostu čez Mali Belt. Načrt za napad je bil pripravljen v naglici in je bil vse do zadnjega trenutka skrivnost. Prav to pa je razjezilo poveljujoče v mornarici, letalstvu in kopenskih enotah, še posebej zato ker se je vzporedno s to operacijo pripravljal načrt za napad na Nizozemsko, Belgijo, Luksemburg in Francijo.
Danska je večinoma ravninska dežela, njena vojska je bila maloštevilna in slabo oborožena, zato Nemci pri zavzetju dežele niso pričakovali večjega odpora. Deželo so napadli zaradi njenega strateškega položaja, saj je bilo mogoče nadzorovati transport v Baltiško morje, ter zaradi letališč na polotoku Jutland iz katerih je lahko nemško letalstvo izvajalo napade na Norveško ter bi iz njih lažje branili Nemčijo pred bombnimi napadi iz smeri Anglije.
Pri napadu na Norveško je ključno vlogo odigrala nemška vojna mornarica, ki je namesto počasnih transportnih ladij za prevoz čet izbrala hitre bojne ladje saj je bila hitrost in usklajenost napadov ključ do zmage. Pomembno vlogo je odigralo tudi letalstvo. Cilji napada so bila predvsem večja Norveška mesta kot so Oslo, Bergen, Narvik Tromso, Trondheim in Stavanger. 
Posebni načrti so vključevali tudi zajetje danskega in norveškega kralja saj so bili Nemci prepričani, da bi se z njunim zajetjem odpor hitro končal.

### Obveščevalna dejavnost
Danska je bila na Nemški napad zelo slabo pripravljena čeprav je zanj vedela. Drugega aprila je švedski ataše v Berlinu od nekega mornariškega častnika izvedel za nemške načrte. Dva dni kasneje je obvestil švedsko protiobveščevalno službo o nemških namerah. Še dva dni kasneje se je nizozemski ataše v Berlinu dokopal da podobnih podatkov. Podatki so bili nato v nekaj dneh posredovani v Kopenhagen in Oslo ter še nekatere zahodnoevropske prestolnice. Danski obveščevalci so novice kmalu povezali z nemškimi transportnimi ladjami, ki so jih opazili v Velikem Beltu. Sedmega aprila je bil danski generalštab obveščen, da se je 50 do 60 km dolga nemška motorizirana kolona odpravila  iz Rendsburga proti Flensburgu na nemško danski meji. Na podlagi teh podatkov je danski vrhovni poveljnik zaman zahteval popolno mobilizacijo. Predhodnica nemške kolone se je med 11. in 13. uro znašla poldrugi kilometer od nemško-danske meje. Naslednjega dne, 8. aprila, so Danci v južnem Jutlandu razglasili izredno stanje. Še istega dne zvečer pa so nemški posebni oddelki prekoračili mejo in začeli izvajati posebne naloge, do uradne vojne je manjkalo le še nekaj ur.

## Napad na Dansko
Napad se je začel 9. aprila ob 04.15h, ko so nemške čete prestopile mejo pri Sædnu, Rensu, Padborgu in Krusaau. Istočasno je nemška mornarica izvedla izkrcanje nemških čet pri Lillebæltu.  Do prvih bojev je prišlo v bližini kraja Lundtoftebjerg, kjer je skupina danskih vojakov  iz zasede napadla nemško motorizirano kolono in pritem uničila dva oklepnika in motorno kolo. Nekaj podobnega se je zgodilo pri kraju Hokkerup , kjer so Nemci izgubili tri oklepnike in top. Majhna in slabo oborožena danska vojska proti mogočnemu nemškemu vojnemu stroju ni imela nobenih možnosti. Boji med nemškimi in danskimi vojaki so bili kratki in so se večinoma končali z nemško zmago. Do večjih bojev je prišlo še v Haderslevu, Tønderu, kjer je pred predajo danskim vojakom uspelo uničiti nekaj nemških tankov. Glavni cilj napada je bil Kopenhagen, zavzetje tega mesta je določalo, kako dolgo bo trajala vojna na Danskem.
Bitka za Kopenhagen se je začela ob 04.50, ko je v kopenhagensko pristanišče zaplul nemški minolovec Hansestadt Danzig v spremstvu ledolomilca Stettin in dveh patruljnih čolnov. V pristanišču so imeli Danci pripravljene topove vendar ti zaradi neznanega razloga niso začeli streljati na nemške ladje. Tako so se nemške čete ob 08.15 brez težav izkrcale in v hitrem naskoku zasedle Kopenhagensko trdnjavo kjer je bilo glavno poveljstvo danske vojske, pritem pa ni bil izstreljena niti ena krogla. Naslednji cilj napada je bila kraljeva palača, kjer je prišlo da kratkotrajnega boja med nemškimi enotami in dansko kraljevo gardo. Danski kralj in vojaško poveljstvo so bili obkoljeni, danski vladi tako ni preostalo drugega kot da brezpogojno kapitulira.

## Napad na Norveško
Istočasno z napadom na Dansko je prišlo tudi do napada na Norveško. V noči iz 8. na 9. april je v Oslofjord zaplula nemška bojna ladja Gneisenau in še 11 transpornih ladij za prevoz čet. Ladje so plule mimo otokov Bolaerne in Rauer, ko jih je nenadoma opazila norveška straža. Prišlo je do kratkega spopada v katerem je bila potopljena ena nemška podmornica. O napadu so bile takoj obveščene norveške vojaške ladje, ki so se nemudoma odzvale in se odpravile v boj. Tako sta norveški ladji Van Horten in Oskarsborg ob podpori obalnega topništva potopili moderno nemško križarko Blücher, en rušilec in dva motorna čolna, nemški križarki Lützov in Emden pa sta se skupaj z izkrcevalnim ladjevjem morali umakniti.
Ob 5.20 je nemški veleposlanik v Oslu norveškemu zunanjemu ministru izročil nemški ultimat in pogoje kapitulacije. Ultimat je Norvežane zelo presenetil saj ti niso pričakovali vojne še manj pa so bili nanjo pripravljeni. Vendar pa so v nasprotju z Dansko, hitro ukrepali. Parlament je po hitrem postopku pooblastil kralja in vlado, da izvedeta vse ukrepe da bi zavarovala državo in ljudstvo. V državi se je začela popolna vojaška mobilizacija in odpor proti nemškemu okupatorju.
Eden izmed glavnih ciljev nemške vojske je bil zajetje norveškega kralja in zlatih rezerv. V ta namen se je na letališče Fornebu v bližini Osla spustila skupina padalcev. Njihove načrte je prekrižala peščica norveških vojakov, ki se je žilavo branila in tako Nemcem v bližini letališča preprečila izkrcanje pred osmo uro zjutraj. Tako je imel norveški kralj in njegova družina dovolj časa, da je zapustil Oslo in se odpeljal v Hamar, mesto, ki leži približno 120 km severno od prestolnice. Pri begu kralja je pomagalo tudi prebivalstvo Osla, ki je z vsemi sredstvi zapiralo izhode iz mesta. Pozneje so Nemci napadli Hamar, njihov napad je bil odbit, norveški kralj pa se je zatekel v Nybergsund, kjer se je le za las izognil nemškemu letalskemu bombardiranju. Poleg norveškega kralja pa so se Nemcem skozi prste izmuznile tudi norveške zlate rezerve. Z dvajsetimi tovornjaki so 1500 zabojev zlata pred nosovi Nemcev odpeljali iz Osla in ga skrili na severu dežele.
Medtem pa so Nemci do poldneva 9. aprila zavzeli že vsa večja norveška mesta. Narvik so zasedli z zvijačo, v fjordu pa je prišlo do kratkotrajnega boja med desetimi nemškimi rušilci in dvema zastarelima norveškima bojnima ladjama. V Trondheimu so nekatere utrdbe odbijale nemške napade več ur, bližnje letališče pa so Nemci zaradi silovitega odpora zavzeli šele po dveh dneh. Pri Bergenu je Nemce pred porazom rešila neodločenost Britancev, ki so zadnji trenutek odpoklicali svoje bojne ladje. Norveške obalne baterije pred Kristiansandom so vzdržale do poldneva. Dvakrat so odbile napad nemških ladij in pritem potopile križarko Karlsruhe. Za zavzetje letališča Sola so Nemci uporabili 400 letal. Od tam so Nemci zavzeli  še Stavanger. Zračni desanti so bili izvedeni nad Oslom, Kristiansandom, Egersundom, Bergenom, Trondheimom in Narvikom.
Norveška vojska se je v pričakovanju zavezniške pomoči bojevala do konca. Nemško letalstvo je že prvi dan napada, razen nekaj območij na skrajnem severu, nadzorovalo celoten norveški zračni prostor. Norveško letalstvo s štirimi lovci, osmimi torpednimi bombniki in dvainštiridesetimi torpednimi izvidniškimi letali ni imelo proti Luftwaffe nobene možnosti. Tudi norveška mornarica ni bila dosti močnejša, prav tako kopenska vojska, ki je na papirju štela 200.000 vojaških obveznikov. Poleg tega pa ta ni imela ne tankov ne protiletalskega topništva. Več tisoč prostovoljcev je šlo v boj samo z lovskimi puškami. 

### Britanci ukrepajo
Britanci so napad na Norveško pričakovali, zato so imeli v ta namen pripravljen poseben ekspedicijski korpus. Vendar pa ob napadu zaradi prisotnosti močnih enot nemške mornarice niso želeli posredovati. Do prvih prask med nemško in britansko mornarico je prišlo dan pred vojno, 8. aprila, ko je nemška križarka Admiral Hipper potopila britansko ladjo HMS Glowworm. Dan pozneje je prišlo do bitke med britansko ladjo HMS Renown ter nemškima križarkama Gneisenau in Scharnhorst. Britance je zavlačevanje z vojaškimi operacijami veliko stalo. Tako so 9. aprila, na dan nemškega napada skoraj osvobodili Bergen in Narvik. Pri Narviku se je britanski mornarici posrečilo potopiti skoraj vse nemške ladje, po skorajšni zmagi pa so Britanci padli v past iz katere jih je rešila šele bojna ladja HMS Warspite. Trinajstega aprila je bil Narvik očiščen nemških ladij. Nemške note, ki so se pred tem že izkrcale pa so pobegnile v okoliške hribe, v Narviku pa so se izkrcale britanske enote. Isti dan so se pri Namsosu izkrcale francoske in britanske čete. Do izkrcanja britanskih enot je prišlo tudi v Andalsnesu. Tako francoske kot britanske čete so se po izkrcanju ukvarjale z resnimi problemi, primanjkovalo jim je orožja in opreme. Nemške enote, ki so štele več kot 100.000 vojakov so brez težav odbijale vse zavezniške vojake, zato so se Francozi, Britanci in Norvežani kmalu morali umakniti nazaj do Namsosa. Nekaj podobnega se je zgodilo enotam v Andalsnesu. V zadnjem tednu aprila so zavezniki na področje Narvika dovažali nove in nove okrepitve, vendar položaja zaradi močnega nemškega odpora niso morali spremeniti.
Devetindvajsetega aprila se je norveški kralj v mestecu Tromsø vkrcal na britansko ladjo HMS Glasgow ki je služila za začasno poveljstvo. Približno v istem času je prišlo do evakuacije britanskih čet iz Andalsnesa in Namsosa.
Desetega maja je boje na norveškem nenadoma zasenčila vojna v zahodni Evropi, boji se se umirili vse do 27. maja, ko so Britanci ob pomoči tujske legije in norveških enot sprožili zadnji napad na Narvik, in ga tudi zavzeli. Prestrašeni Nemci so v pričakovanju velikega napada brez boja zapustili mesto in v paniki razstrelili progo proti Švedski. S tem dejanjem pa zavezniki niso morali spremeniti dogodkov v zahodni Evropi, kjer je postajalo jasno, da izgubljajo vojno. Tako jim ni preostalo drugega kot, da Norveško prepustijo Nemcem.

### Evakuacija
Kot prva se je, 7. junija, iz Norveške evakuirala norveška vlada in kralj Haakon. Evakuirali pa so tudi zlate rezerve. Norveški general Ruge je ostal, da bi organiziral odpor vendar so ga Nemci po nekaj dneh zajeli. Naslednji dan, 8. junija, so Narvik s štirimi konvoji ob močnem vojaškem spremstvu zapustile tudi zavezniške čete. Nemci so izvedeli za evakuacijo zato so proti konvojem poslali križarke Gneisenau, Scharnhorst in Hipper ter še spremstvo štirih rušilcev. Nemci so na dan evakuacije prestregli konvoj in v boju potopili tanker, manjšo spremljevalno ladjo in prazno ladjo za prevoz čet. Popoldan istega dne pa so potopili še letalonosilko HMS Glorious, rušilec HMS Ardent in HMS Acasta. S tem zadnjim dejanjem so se boji za Skandinavijo končali.

## Nemške sile
Heer
- 31. armadni korpus

- 170. pehotna divizija
- 198. pehotna divizija
- 11. strelska brigada

- 21. armadni korpus

- 69. pehotna divizija
- 163. pehotna divizija
- 181. pehotna divizija
- 196. pehotna divizija
- 214. pehotna divizija
- 2. gorska divizija
- 3. gorska divizija

Kriegsmarine
- skupina V

- Blücher
- Lützow
- Emden
- tri torpedovke
- flotilja minolovcev
- dve kitolovki

- 3. skupina

- Königsberg
- Köln
- Bremse

Luftwaffe
- 10. letalski korpus